# Pseudophera zelayaensis
Pseudophera zelayaensis är en insektsart som beskrevs av Emmrich 1999. Pseudophera zelayaensis ingår i släktet Pseudophera och familjen dvärgstritar.
Artens utbredningsområde är Nicaragua. Inga underarter finns listade i Catalogue of Life.